# استحلال
الاستحلال مصطلح يستخدم في الفقه الإسلامي ويقصد به إباحة المحرمات، فيسمى استحلال الحرام. وتعتبر كلمة استحلال مشتقة من الجذع العاشر من الجذر العربي الساكن ح-ل-ل وتعني «فك»، «حل»، «فتح»، «تحرير»، إلخ.
برز مصطلح الاستحلال في وسائل الإعلام الغربية في 11 آذار / مارس 2005، في الذكرى الأولى لتفجيرات مدريد عام 2004، عندما أصدرت اللجنة الإسلامية لإسبانيا فتوى يستنكر أسامة بن لادن والقاعدة لانخراطهما في الاستحلال فيما يتعلق بالجهاد من خلال الإرهاب وقتل النساء والأطفال وغير المقاتلين. وفي اعترافات متطرفين وإرهابيين ينتمون إلى جماعات وتنظيمات عدة، تنتشر في بلدان عديدة، وردت كلمة الاستحلال كثيرا، معطوف عليها حديث عن سلب الأموال، ونهب الممتلكات بغية الحصول على تمويل بأي ثمن. 

## حكمه في الفقه
الاستحلال بمعنى اعتبار الشيء حلالًا، فإن أن فيه تحليل ما حرَّمُهُ الشرع فهو حرام، وقد يَكفُرُ به إذا كان التّحرم معلومًا من الدين بالضرورة. فمن استحل على جهة الاعتقاد مُحَرَّمًا وعُلِمَ تحريمه من الدّين بالضرورة، دون عذرٍ فهو يَكفُرُ، وسبب التّكفير بهذا أن إنكار ما ثبت ضرورةً أنّه من دين الإسلامي فيه تكذيبٌ له. وقد ضرب الفقهاء أمثلة لذلك بالاسحتلال القتل والزنى وشرب الخمر والسّحر والرّبا.
قد يكون الاستحلال حرامًا، ويفسُق به المُستَحِل، لكنّه لا يَكفُرُ، كاستحلال البُغاة أموال المسلمين ودماءهم. ووجهُ عدم التكفير أنهم متأوِّلون. ويترتب على الفسق بالاستقلال حينئذٍ عدم قبول قضاء قاضيهم عند عامة الفقهاء«إِلاَّ رَأْيًا لِلْمَالِكِيَّةِ يَقْضِي بِتَعَقُّبِ أَقْضِيَتِهِمْ، فَمَا كَانَ مِنْهَا صَوَابًا نَفَذَ، وَمَا كَانَ عَلَى خِلاَفِ كَذَلِكَ رُدَّ. وَرَدُّ شَهَادَتِهِمْ كَنَقْضِ قَضَائِهِمْ كَمَا صَرَّحَ بِذَلِكَ كَثِيرٌ مِنَ الْفُقَهَاءِ. وَلِتَفْصِيل هَذِهِ الأَْحْكَامِ.»
ثم الاستحلال بمعنى اتحاذ الشيء حلالًا، كاستحلال الفروج بطريق النكاح، فقد يكون مكروهًا أو مباحًا أو مستحبًا. والاستحلال بمعنى طلب جعل الشخص في حِلُّ فقد يكون واجبًا، كالاستحلال من الغيبة إن عَلِمَ بها المُغتاب، وقد يكون مباحًا كاستحلال الغاصب من المغصوب بدلًا من ردّ المغصوب، وتفصيل ذلك يذكره الفقهاء في أحكام الغيبة والغصب. 
استخدم لفظ الاستحلال في كثير من أحكام الفقهية كالقتل وحد الزنى وشرب الخمر والبغي والرِّدَّة والتّوبة والغيبة. واستحلال المال عند محمد مختار جمعة نوعين « النوع الأول استحلال المال العام مع أموال المخالفين , سواء في الدين أم في المذهب أم في الجماعة , وهو ما تقوم به وتؤصله الجماعات الإرهابية المتطرفة من استحلال أموال المخالفين ، واستحلال المال العام , واستحلال عمليات التزوير والتزييف سواء للعمولات أم للمستندات قصد الحصول على التمويل الذي تمول به عملياتها الإرهابية , أو في قضاء شهوات عناصرها وملذاتهم , أو في شراء الضمائر والنفوس والذمم أو في تكوين ثروة اقتصادية هائلة للجماعة » 